# Trdkova
Trdkova – wieś w Słowenii, w gminie Kuzma. Według danych szacunkowych Urzędu Statystycznego Słowenii, 1 stycznia 2018 roku miejscowość liczyła 168 mieszkańców.